# 가족X멜로
《가족X멜로》는 2024년 8월 10일 부터 2024년 9월 15일까지 방영된 JTBC 토일 드라마다.

## 기획 의도
11년 전에 내다 버린 아빠가 우리 집 건물주로 컴백하며 벌어지는 피 튀기는 패밀리 멜로

## 제작진

### 제작사
- SLL
- MI

### 촬영
- 장남철
- 정진광
- 소홍섭

### 음악
- 박세준

### 미술
- 홍은아

### 기획
- 박준서

### 제작
- 이정희
- 김건홍
- 황라경

### 극본
- 김영윤

### 연출
- 김다예

## 등장 인물

### 주요 인물
- 지진희: 변무진 역 - 애연의 전남편. 미래와 현재의 아버지.
- 김지수: 금애연 역 - 무진의 전처, 미래와 현재의 어머니.
- 손나은: 변미래 역 - 무진과 애연의 딸, 현재의 누나. 대형마트 PB식품팀 MD.
- 최민호: 남태평 역 - 태권도 국가대표 출신. 치열의 이복 동생. 마트 매장의 보안요원.
- 윤산하: 변현재 역 - 무진과 애연의 아들, 미래의 남동생.

### 주변 인물
- 정웅인 : 남치열 역 - 제이플러스마트 사장, 태평의 이복 형.
- 김영재 : 오재걸 역 - 세무사, 무진의 친구.

### 가족 빌라
- 양조아 : 안정인 역 - 301호. 피앙세살롱의 미용 파트 원장.
- 정석용 : 장춘식 역 - 201호. 진희의 남편. 은우의 친할아버지.
- 황정민 : 황진희 역 - 201호. 은우의 친할머니, 춘식의 아내.
- 조서윤 : 장은우 역 - 201호. 춘식과 진희의 친손자.
- 김도현 : 이정혁 역 - 202호. 세리의 남편.
- 황보라 : 유세리 역 - 202호. 피앙세살롱의 샵인샵으로 운영하는 네일아트샵의 원장, 정혁의 아내.
- 이교엽 : 강남 역 - 101호. 동네 가게 '강남호프'를 운영.
- 김기천 : 최동진 역 - 반지하 1호. 반지하에서 홀로 세 들어 사시는 할아버지.

### 그 외 인물
- 박철민 : 박병훈 역
- 이다혜 : 신나라 역
- 옥윤중 : 유재섭 역
- 공상아 : 이지영 역
- 신용석 : 조학승 역
- 조한결 : 손형기 역

### 기타 인물
- 미상 : 김 사장 역(†, 1회) - 가족빌라 주인
- 미상 : 고깃집 사장 역

### 특별 출연
- 최다니엘 : 권오현 역 (1회 ~ 2회) - 변미래의 전남친.
- 강말금 : 김상형 역 - 김 사장의 딸 역 (1회)

## 시청률
최저 시청률과 최고 시청률은 시청률 조사회사와 지역별로 시청률에 차이가 있을 수 있습니다.
| 2024년 | 2024년   | 2024년            | 2024년            | 2024년 |
| 회차   | 방송일   | 닐슨코리아 시청률 | 닐슨코리아 시청률 |        |
| 회차   | 방송일   | 대한민국(전국)    | 서울(수도권)      |        |
| ------ | -------- | ----------------- | ----------------- | ------ |
| 제1회  | 8월 10일 | 4.786%            | 4.495%            |        |
| 제2회  | 8월 11일 | 5.176%            | 5.013%            |        |
| 제3회  | 8월 17일 | 3.902%            | 3.963%            |        |
| 제4회  | 8월 18일 | 5.326%            | 5.365%            |        |
| 제5회  | 8월 24일 | 3.181%            | 3.072%            |        |
| 제6회  | 8월 25일 | 5.186%            | 5.455%            |        |
| 제7회  | 8월 31일 | 3.345%            | 3.147%            |        |
| 제8회  | 9월 1일  | 4.213%            | 4.122%            |        |
| 제9회  | 9월 7일  | 2.705%            | 2.361%            |        |
| 제10회 | 9월 8일  | 4.072%            | 3.738%            |        |
| 제11회 | 9월 14일 | 3.186%            | 3.017%            |        |
| 제12회 | 9월 15일 | 4.229%            | 4.327%            |        |

## 같이 보기
- 대한민국의 텔레비전 드라마 목록 (ㄱ)
- 2024년 대한민국의 텔레비전 드라마 목록